# Марчак, Николай Макарович
Никола́й Мака́рович Марча́к (укр. Мико́ла Мака́рович Марча́к, 23 декабря 1903 (5 января 1904) — 22 сентября 1938) — советский и украинский политический деятель. Расстрелян в 1938 году, реабилитирован посмертно.
Сын украинского крестьянина. Член РКП(б) с 1921 года.
С 1922 года учился в Каменец-Подольском институте народного образования. Работал учителем, директором начальной школы в родном селе, затем завотделом и ответственным секретарем райисполкома в г. Дунаевцы. Позже учился в Институте народного хозяйства и химико-технологическом институте в Киеве, с 1931 года работал на Харьковском тракторном заводе.
В 1937 года попал на руководящую работу: был назначен первым заместителем наркома просвещения, первым заместителем председателя СНК Украинской ССР. С ноября 1937 года по февраль 1938 года исполняющий обязанности председателя СНК УССР. Депутат Верховного Совета СССР 1-го созыва по Киевскому городскому округу. В феврале 1938 года арестован. Внесен в Сталинский расстрельный список по 1-й категории от 12 сентября 1938 г. («за» Сталин, Молотов, Жданов)
22 или 23 сентября 1938 года расстрелян по приговору выездной сессии ВКВС СССР в г. Киев. Место захоронения — спецобъект НКВД УкрССР «Быковня». Реабилитирован посмертно ВКВС СССР в 1956 году.